# Gustave Pimienta
Gustave Pimienta est un sculpteur français né à Paris 9e le 1er août 1888 et mort en 1982, à « La Colombière », située à Préban, sur la commune de Chênehutte-Trèves-Cunault.

## Biographie
Gustave Pimienta naît le 1er août 1888 dans le 9e arrondissement de Paris.
La Colombière (ainsi nommée d'après deux colombes sculptées entrelacées sur le sommet d'une colonne de pierre, au centre d'une petite cour close) fut un havre de paix pour le sculpteur figuratif Gustave Pimienta et la marquise Germaine de Narros, sa muse et son mécène. L'atelier du Maître, légué par la marquise de Narros, est devenu propriété de l'Institut de France en 1982 et a été mis à la disposition des artistes primés lors du Salon d'Automne de Saumur. Quelques exemplaires de ses œuvres s'y trouvent, oubliés là, nus, sans apprêts, disposés au petit bonheur, attendant leur résurrection, espérant une autre caresse que celle de la poussière. Des visages, des bustes, des corps de toutes tailles, de tous âges, de tous grains, puisqu'il est question de matière. Certains vous touchent par leur dénuement éloquent, d'autres moins. C'est à ses inégalités que se mesure aussi la densité d'une œuvre. S'il fallait ne retenir que quelques pièces, les portraits d'enfants par exemple, Pimienta ferait jeu égal avec Houdon et Carpeaux, l'ostentation et la malice en moins. Le froid et le sec de la matière, sous les yeux du spectateur, s'animent, c'est-à-dire se découvrent une âme, et cette âme devient chair. On est saisi et ému tout ensemble. Rarement des formes fixes ont exprimé la vie avec une telle intensité. Qu'on ne se méprenne pas cependant. La sensibilité de l'œuvre de Pimienta révèle une force de titan, une discipline de fer, de marbre, d'argile, de pierre et de bronze. 
En 1939, il acheta aux héritiers de Charles Henry puis fit don anonymement à l'État, en son honneur, d'une étude de Georges Seurat pour la Grande Jatte, Femmes assises.
Il meurt en 1982 à « La Colombière », située à Préban, sur la commune de Chênehutte-Trèves-Cunault et est inhumé au petit cimetière de Trèves-Cunault, en Anjou 
.

## Citations et pensées de Gustave Pimienta
- « Sur les bases essentielles d’une suprême logique, la nuance est l’unique instrument de la profondeur : une mesure divisible à l’extrémité du pouvoir humain. Ces bases et leurs nuances, lorsqu’elles parviennent à un accord presque parfait, révèlent à leur ouvrier le pouvoir insoupçonné du souffle, chemin sans faille construit par la probité créatrice. » (22 janvier 1960)
- « Après avoir appris avec la pierre que la nuance était la matière de la vie, j’apprends avec l’argile la nuance en largeur et en profondeur. » (29 août 1960)
- « Seuls la science et l'art séparent l'homme de la bête par la poésie qui ajoute à l'expérience de l'esprit la communion de l'instinct. » (La Tradition Vivante)
- « L'imagination n'est pas une source d'invention, mais d'observation. » (La Tradition Vivante)
- « [...] [C]'est en analysant avec humilité, innocence, lucidité et vertige les éléments vivants et en fuyant la démesure qu'un artiste peut atteindre la juste proportion. » (La Sculpture)
- « En sculpture comme en musique, la consonance est souvent faite d'un accord heureux et choisi de dissonances. » (La Sculpture)
- « [...] [L]a facilité est l'indigence de l'art. » (La Sculpture)
- « Tout peut s'enseigner, hormis l'art et l'amour. » (La Sculpture)
- « L'art est une autre vie..., mais cueillie sur la nôtre, pour l'exprimer. »

## Écrits de Gustave Pimienta
- Réflexions sur l'Art - Le Cantique des Cantiques - Mozart et Watteau, Paris, Floury, 1934.
- La Tradition Vivante, 12 numéros, Paris, Helleu, 1939-1945. Interruption entre 1940 et 1945.
- L'Art, Paris, Floury, 1949.
- Un dernier mot sur l'art, Paris, Nizet, 1958.
- Évidences, Paris, Nizet, 1965.
- Préface de Marcel Plantevignes avec Marcel Proust - Causeries - Souvenirs sur Cabourg et le boulevard Haussmann, Marcel Plantevignes, Paris, Nizet, 1966.
- La Sculpture, Paris, Nizet, 1971.
- Préface de Ma cuisine, Alexandre Dumaine, La Pensée moderne, 1972.
- Aphorismes, suivis de poèmes en prose, Paris, Nizet, 1977.

## Œuvres
- Au Musée des Beaux-Arts de Bordeaux : Jeune Aragonaise, Raymonde, Vieux comédien.
- Au Musée de l'Échevinage de Sainte : Brigitte.
- Au Musée Alphonse Georges-Poulain de Vernon : Mathilde ou La Négresse.
- Dans le jardin du Musée National de Monaco : Prométhée, Orphée.
- À la National Gallery de Washington : Orphée.
- Au Musée des Beaux-Arts d'Agen : Buste de femme dit "aux rouflaquettes", Autoportrait torse, Femme nue se coiffant, Autoportrait buste, Buste d'un enfant Fratellini à l'âge de six ans.
- À la forteresse du Mont-Valérien (Suresnes) : Rebecca

La liste est loin d'être exhaustive. Le Musée des Beaux-Arts de Strasbourg, celui de San Sebastián, le MoMA même, semble-t-il, gardent dans leurs réserves des pièces qui mériteraient sans doute d'être exhumées.

### Principaux articles et études publiés sur Gustave Pimienta
- Arsène Alexandre, « Gustave Pimienta »,L'Art et les Artistes, 1932, p. 260-265.
- J.-H. Rosny jeune, « Un artiste parle aux artistes », Le Figaro, 29 juillet 1934.
- Émile Henriot, « Réflexions d'un sculpteur sur l'art », Le Temps, 30 juillet 1934.
- Édouard Sarradin, « Art et Technique », Préface du Catalogue du Salon d'Automne, 1934, p. 75-82.
- René-Jean, « Réflexions sur l'Art », Comœdia, 8 août 1934.
- René Chevance, « Réflexions sur l'Art », La Liberté, 7 septembre 1934.
- Henri Liebrecht, « Réflexions sur l'Art », Le Soir illustré, Bruxelles, 22 septembre 1934.
- J.-H. Rosny jeune, « L'Orphée de Gustave Pimienta », Le Figaro, 23 novembre 1938.
- Louis Vauxcelles, « L'Orphée de Pimienta », Beaux-Arts, 18 novembre 1938, p. 1-4.
- Michel Florisoone, « Retrouver d'abord le sens orphique », L'Amour de l'Art, 1938, p. 387-388.
- René Barotte, « L'Orphée de Gustave Pimienta », L'Art et les Artistes, 1938-1939, p. 133-137.
- René-Jean,R.J. (René-Jean), « M. Gustave Pimienta », Le Temps, 5 novembre 1938.
- G.-L. Badeau, « Messages », Vendémiaire, 10 mai 1939.
- René-Jean,«  Aristide Maillol et Michel-Ange », Le Monde, 14 juillet 1945.
- René Marnot, « Visite à l'un des trois grands de la sculpture contemporaine, Gustave Pimienta », La Nouvelle République, 6 juillet 1965.
- Raymond Silar, « Pimienta revient », Courrier de l'Ouest, 18 mai 1965.
- Raymond Christoflour, « Un grand sculpteur chrétien, Gustave Pimienta », Le Messager de saint Antoine de Padoue, 1968.
- Mathilde Pomes, « Españoles en Paris, Gustave Pimienta », ABC, Madrid, 4 avril 1969.
- Michel Florisoone, Gustave Pimienta, sa vie, son œuvre, Institut de France, 1986.
- Kristel Bourg, Gustave Pimienta, 1888-1982, le visage oublié, mémoire de maîtrise dirigé par Dominique Jarassé, Université Michel de Montaigne, Bordeaux-III, 1999, 3 vol.
- « Sur les traces des fondeurs de fonderies d'art », Journal municipal de Malakoff, no 215, décembre 2007-janvier 2008, p. 6-9 (sur les rapports de Pimienta et du fondeur Eugène Rudier).
- François Roussier, Marval, 1866-1932, Paris, Thalia, 2008, p. 340-341 (anecdote sur l'expulsion par Pimienta du modèle vénal du Vieux comédien).